# Občina Gorje
Občina Gorje je ena od občin v Republiki Sloveniji. Občina je nastala leta 2006 z izločitvijo iz občine Bled. 

## Naselja v občini
Grabče, Krnica, Mevkuž, Perniki, Podhom, Poljšica pri Gorjah, Radovna, Spodnje Gorje, Spodnje Laze, Višelnica, Zatrnik, Zgornje Gorje, Zgornje Laze

## Splošno
Gorje ali Gorjanski kot pojmujemo skupino vasi in zaselkov, oddaljenih kakih 5 kilometrov od Bleda v smeri proti Pokljuki, dolini Radovne in Mežakli. Gorjansko območje sega od roba blejskega kota v nadmorski višini 603 m do malega Triglava 2700 m nadmorske višine. 
Občina Gorje meri 119,27 km² in šteje 2917 prebivalcev. Meji na Bled, Bohinjsko Belo, Jesenice, Kranjsko Goro, Bohinj. Ime Gorje pomeni, da so ti kraji »gor«, so visoko. Gorjanske vasi so zadnje večje vasi pod Triglavom. Imena vasi so stara in so nastala predvsem po imenih okoliških hribov. Vas Višelnica se imenuje tako, ker je višje od središča, Zatrata, ker je za trato, Poljšica, ker je za poljem, Podhom, ker je pod hribom Hom, Krnica, ker leži v tipični ledeniški obliki krnici. 
Gorje skupaj obsegajo 12 vasi, poleg že naštetih še: Zgornje Gorje, ki veljajo za nekakšno središče Gorij, v njih se nahajajo: vrtec, župnišče, pokopališče, pošta, osnovna šola, Gorjanski dom, trgovine, ... sledijo Spodnje Gorje, ki so po površini in številu prebivalcev največje, Mevkuž, Radovna, Perniki, Spodnje Laze, Zgornje Laze ter Grabče. Leta 2020 je bilo ustanovljeno še samostojno naselje Zatrnik na Pokljuki. 
Najstarejša dokazana poselitev v Gorjah spada v starejšo kameno dobo. Arheologi so namreč v jami nad Poljšico, ki ji pravimo Poglejska cerkev, našli kamnito orodje.

## Znamenitosti

### Pokljuška soteska
Nad vasjo Krnica se nahaja vhod v Pokljuško sotesko. Dva kilometra dolga soteska je ostanek toka Ribščice, ki se je približno pred 10.000 leti med umikom ledenikov zajedala v apnenčasto kamnino. Kasneje se je voda umaknila in nastala je največja fosilna soteska v Sloveniji. V soteski prav tako najdemo nekatere kraške oblike, kot so: naravni most, previsne stene in votline. Najbolj znana je »Pokljuška luknja«, v kateri naj bi se med svojim begom v Nemčijo skrival celo sam Primož Trubar. Skozi luknjo vodi pot naprej na Staro Pokljuko. Prek najožjega dela so že leta 1930 zgradili lesene mostičke, ki so jih poimenovali Galerije kraljeviča Andreja. Skozi sotesko vodi tudi slovenska geološka pot. 
Aleksander Karađordževič je leta 1938 na Mežakli zgradil leseno počitniško naselje, ki ga je imenoval Andrejevo, po svojem sinu. Naselje je imelo 17 hišic z vsemi potrebami. Poleg so postavili električne transformatorje, pet senikov, tri koče, dva vodna rezervoarja, kopalni bazen, drvarnice, vodni zbiralnik, garaže, napeljali telefon. Vsak od kraljevičev je imel svojo hišico, pa kraljica Marija, uslužbenci, stražarji, adjutanti, oskrbniki, konjarji. Po partizanskem požigu leta 1944 je ostalo le nekaj hiš, infrastruktura in kapelica. 
Iz soteske se pot nadaljuje naprej na Rudno polje, kjer se vsako leto odvija Svetovni pokal v biatlonu.  

### Soteska Vintgar
Gorje imajo poleg Pokljuške soteske še nekaj drugih znamenitosti: soteska Vintgar, ki jo leta 1891 skupaj s fotografom Benediktom Largerporterjem odkril tedanji župan Gorij Jakob Žumer. Soteska je dolga 1600 metrov in se konča s slapom Šumom, ki velja za največji rečni in prostopadajoči slap na Slovenskem. Soteska je bila uradno odprta leta 1893, letno pa jo obišče okoli 40.000 turistov.

### Pocarjeva domačija
Pocarjeva domačija velja za eno najstarejših domačij v Triglavskem narodnem parku. Na stropnem tramu je vrezana letnica 1775, v hišnem arhivu pa najstarejša listina izvira iz leta 1609. Obiskal pa jo je celo sam princ Charles,[kateri?] ko se je mudil na obisku.

### Ostale znamenitosti
- Psnakov mlin in žaga,
- Napolenov kamen,
- kamnita baba,
- ostanki požgane Radovne,
- Gogalova lipa,
- grajski mlin, katerega temelji so stari okoli 2000 let, o čemer priča najdena rimska klet, in še bi lahko naštevali.

## Gospodarstvo v preteklosti
Gospodarstvo je bilo vseskozi dobro razvito. Gospodarski utrip kraja je v preteklosti dajala kmetijska dejavnost, spodbujala pa ga je reka Radovna, bogastvo pokljuških gozdov, živa pa je bila tudi fužinarska in kovaška tradicija. Radovna je poganjala lesena kolesa žag, mlinov, fužin, kovačnice, pozneje tudi hidroelektrarne. V Spodnji Radovni so še danes vidni ostanki fužine, ki so bile tu že v 16. stoletju, njihova dejavnost pa je cvetela predvsem v času, ko je z njimi gospodaril Žiga Zois, nazadnje pa so bile celo v lasti Kranjske industrijske družbe. 
Reka Radovna je omogočila tudi splavarjenje. Za te kraje je značilna tudi zvončarska obrt. Z njo so začeli na Višelnici pri Jakobu Janu, že leta 1752, višek pa je dosegla ob koncu 19. stoletja, ko so bile zvončarske delavnice tudi v Mevkužu in Podhomu. Gorjanski zvončarji so svoje izdelke prodajali po Kranjskem, Primorskem, Štajerskem, Koroškem, Gorenjskem ter celo Tirolskem. 
Lesna trgovina iz pokljuških gozdov je Gorjancem prinašala lep zaslužek, vzcvetela pa je predvsem po letu 1906, po vzpostavitvi železniške povezave s Trstom in s tem povečanim izvozom lesa v Italijo, saj je železnice Dunaj-Trst potekala tudi skozi ta kraj. V Podhomu je delovala »Mlekarska zadruga«, ki je imela celo svojo hišo in izdelovala svoj sir. Ukvarjali pa so se tudi s čebelarstvom ter sadjarstvom. Danes vsega tega ni več, srečamo lahko samo še nekatere kmete ter samostojne podjetnike, katerim pa to delo ni vir preživetja.

## Aktivnost Gorjancev ter bolj znane osebe
Gorjanci so bili aktivni na več področjih, delovalo je bralno društvo, ki je bilo ustanovljeno leta 1879, leta 1927 so ustanovili športno društvo, ki se je 1930. leta združilo z novoustanovljenim sokolskim društvom. Glavna športna panoga je bilo smučanje. Smuči so izdelovali kolarji. Najbolj znan športnik pa je bil Lovro Žemva, ki je leta 1934 tekel na smučeh za jugoslovansko reprezentanco na Poljskem. Dve leti pozneje pa je nastopil na olimpijadi v Garmisch-Partenkirchnu v teku na 50 km in dosegel dvajseto mesto. 
Tudi danes so Gorjanci športno aktivni, najbolj znan je predvsem tekaški klub Gorje, katerega člani so bili danes vam bolj znani biatlonci, Lucija Larisi in Jože ter Matjaž Poklukar in Tomaž Žemva. V Gorjah je delovalo ali pa se je rodila kar nekaj znanih in priznanih oseb, poleg zgoraj že omenjenih biatloncev, velja omeniti še Albina Belarja, začetnika in ustanovitelja seizmologije na Slovenskem, ki je samo dve leti po rušilnem potresu leta 1895 postavil prvo potresno opazovalnico v avstro-ogrski monarhiji, prav tako pa je bil tudi idejni oče Triglavskega narodnega parka. V Gorjah je deloval tudi prevajalec Niko Košir, pisatelj Anton Kocjančič ter eden izmed bolj priznanih slovenskih zgodovinarjev za novejšo zgodovino Božo Repe in da gorjanskih talentiranih glasbenikov, Godbe Gorje, alpinistov sploh ne omenjamo.